# Награди „Оскар“ (45-а церемония)
Четиридесет и петата церемония по връчване на филмовите награди „Оскар“ се провежда на 27 март 1973 година. На нея се връчват призове за най-добри постижения във филмовото изкуство за предходната 1972 година. Събитието се провежда в „Дороти Чандлър Павилион“, Лос Анджелис, Калифорния. Отново, вместо един водещ, представлението се води от няколко артисти. През настоящата година това са Карол Бърнет, Майкъл Кейн, Чарлтън Хестън и Рок Хъдзън.
Големите победители на вечерта са музикалната драма „Кабаре” на режисьора Боб Фос и мафиотският епос „Кръстникът” на Франсис Форд Копола, които спечелват почти всички основни награди.
Сред останалите основни заглавия са морското бедствие „Приключение Посейдон” на Роналд Ним, биографичният „Дама пее блус” на Сидни Фюри, миграционната драма „Емигрантите” на Ян Троел, приключенският трилър „Избавление” на Джон Бурман и криминалната мистерия „Копой” на Джоузеф Манкевич.
Церемонията е белязана от бойкота на Марлон Брандо, който отказва да получи присъдения му „Оскар“ за главна роля по подобие на Джордж Скот две години по-рано. Брандо изпраща индианката Сачийн Литълфийзър, която произнася реч от негово име като протест срещу третирането на местното население на Америка от киноиндустрията.

## Филми с множество номинации и награди
| Долуизброените филми получават повече от 2 номинации в различните категории за настоящата церемония: - 10 номинации: Кабаре и Кръстникът - 8 номинации: Приключение Посейдон - 5 номинации: Дама пее блус - 4 номинации: Емигрантите, Копой, Sounder и Пътувания с леля ми - 3 номинации: Пеперудите са свободни, Избавление и Младият Уинстън | Долуизброените филми получават повече от 1 награда „Оскар“ на настоящата церемония:. - 8 статуетки: Кабаре - 3 статуетки: Кръстникът |

## Номинации и награди
Долната таблица показва номинациите за наградите в основните категории. Победителите са изписани на първо място с удебелен шрифт.
| Най-добър филм | Най-добър режисьор |
| --- | --- |
| - Кръстникът - Кабаре - Избавление - Емигрантите - Sounder | - Боб Фос – Кабаре - Джон Бурман – Избавление - Франсис Форд Копола – Кръстникът - Джоузеф Манкевич – Копой - Ян Троел – Емигрантите |
| Най-добра мъжка роля | Най-добра женска роля |
| - Марлон Брандо – Кръстникът (отказан от актьора) - Майкъл Кейн – Копой - Лорънс Оливие – Копой - Питър О'Тул – Управляващата класа - Пол Уинфийлд – Sounder                                                             | - Лайза Минели – Кабаре - Даяна Рос – Дама пее блус - Маги Смит – Пътувания с леля ми - Сисели Тайсън – Sounder - Лив Улман – Емигрантите |
| Най-добра поддържаща мъжка роля | Най-добра поддържаща женска роля |
| - Джоуел Грей – Кабаре - Еди Албърт – Разбивач на сърца - Джеймс Кан – Кръстникът - Робърт Дювал – Кръстникът - Ал Пачино – Кръстникът                                                                                   | - Айлин Хекарт – Пеперудите са свободни - Джени Берлин – Разбивач на сърца - Джералдин Пейдж – Пит и Тили - Сюзън Тирел – Дебел град - Шели Уинтърс – Приключение Посейдон                                                                        |
| Най-добър оригинален сценарий | Най-добър адаптиран сценарий |
| - Кандидатът – Джереми Ларнър - Дискретният чар на буржоазията – Луис Бунюел и Жан-Клод Кариер - Дама пее блус – Крис Кларк, Сюзън де Паси и Терънс Макклой - Шепот на сърцето – Луи Мал - Младият Уинстън – Карл Форман | - Кръстникът – Франсис Форд Копола и Марио Пузо - Кабаре – Джей Пресън Алън - Емигрантите – Бенгт Форслунд и Ян Троел - Пит и Тили – Джулиъс Епщайн - Sounder – Лони Елдър ІІІ                                                                    |
| Най-добра кинематография (операторско майсторство) | Най-добър чуждоезичен филм |
| - Кабаре – Джефри Ънсуорт - 1776 – Хари Страдлинг - Пеперудите са свободни – Чарлс Ланг - Приключение Посейдон – Харолд Стайн - Пътувания с леля ми – Дъглас Слокомб                                                     | - Дискретният чар на буржоазията (Франция) – Луис Бунюел - А утрините тук са тихи (СССР) – Станислав Ростовски - Обичам те Роза (Израел) – Моше Мизрахи - Моя най-скъпа сеньорита (Испания) – Джейми де Арминан - Новата земя (Швеция) – Ян Троел |